# Nothopuga
Genre
Nothopuga est un genre de solifuges de la famille des Ammotrechidae.

## Distribution
Les espèces de ce genre sont endémiques d'Argentine.

## Liste des espèces
Selon Solifuges of the World (version 1.0) :
- Nothopuga cuyana Maury, 1976
- Nothopuga lobera Maury, 1976

et décrite depuis :
- Nothopuga telteca Iuri, 2021

## Systématique et taxinomie
Ce genre a été décrit par Maury en 1976 dans les Ammotrechidae.

## Publication originale
- Maury, 1976 : « Nuevos solifugos Ammotrechidae de la Argentina (Arachnida, Solifugae). » Physis, Section C, vol. 35, no 90, p. 87-104.